# دانشگاه زنان دوک‌سونگ
دانشگاه زنان دوک‌سونگ (انگلیسی: Duksung Women's University؛‏ کره‌ای: 덕성여자대학교) یک دانشگاه خصوصی در کره جنوبی است که در سال ۱۹۲۰ تأسیس شد.

## تاریخچه
دانشگاه زنان دوک‌سونگ یک دانشگاه خصوصی چهار ساله برای زنان در کره جنوبی است. پردیس اصلی این دانشگاه در ناحیه دوبونگ در سئول قرار دارد و دانشکده تحصیلات تکمیلی و یک شرکت نیز در ناحیه جونگ‌نو واقع شده‌اند. دانشگاه زنان دوک‌سونگ اولین دانشگاه ویژه زنان است که توسط یک فعال زن در زمینهٔ استقلال تأسیس شده است. این دانشگاه به‌ویژه در حوزه آموزش کودکان پیش‌دبستانی شهرت دارد. اختصارات انگلیسی این دانشگاه عبارتند از: Duksung, DSU و DSWU. ایستگاه مترویی که در مسیر حمل‌ونقل اطراف دانشگاه زنان دوک‌سونگ قرار دارد، ایستگاه گورستان ملی ۱۹ آوریل (ایستگاه دانشگاه زنان دوک‌سونگ) در خط یی شین‌سول متروی سئول است. این کالج در سال ۱۹۲۰ به‌عنوان بخشی از تلاش‌ها برای بهبود آموزش که از جنبش اول مارس نشأت گرفت، تأسیس شد. بنیان‌گذار آن، چا می‌ری‌سا (차미리사، ۱۸۸۰–۱۹۵۵)، معلم و رهبر جامعه آموزش زنان چوسان بود. در آن زمان، این دانشگاه به نام آکادمی گون‌هوا شناخته می‌شد. چون نام «گون‌هوا» (근화; 槿花) به گل ملی کره اشاره دارد، تحت فشار مقامات ژاپنی در سال ۱۹۳۸ به «دوک‌سونگ» تغییر نام یافت. دوک‌سونگ در سال ۱۹۵۰ به‌طور رسمی به‌عنوان کالجی در محل کاخ اون‌هیون‌گونگ تأسیس شد. همان سال، کالج دخترانه دوک‌سونگ نیز تأسیس شد و دپارتمان‌های ادبیات کره‌ای و اقتصاد خانه آغاز به کار کردند. دکتر سونگ گوم سون به عنوان نخستین رئیس دانشگاه منصوب شد. دوک‌سونگ در سال ۱۹۵۲ به یک کالج چهار ساله تبدیل شد. در سال ۱۹۸۴، پردیس اصلی به مکان فعلی خود در ناحیه دوبونگ منتقل شد و در نهایت در سال ۱۹۸۷ به دانشگاه تبدیل گردید.
در سال ۲۰۲۰، کره‌پست (KoreaPost) تمبری به مناسبت صدمین سالگرد تأسیس دانشگاه زنان دوک‌سونگ منتشر کرد.

## فارغ‌التحصیلان برجسته
- پارک جونگ سو، بازیگر
- یون مین جی، خواننده
- سولی، خواننده، بازیگر، مدل